# Миністе
Миністе (ест. Mõniste, виро Mõnistõ) — село в Естонії. Адміністративний центр однойменної волості, повіту Вирумаа.